# Château de la Motte-Basse
Le château de la Motte-Basse est situé sur la commune du Gouray, dans le département des Côtes-d'Armor.

## Historique
Dans la famille Le Mintier depuis le XVe siècle.
Le monument fait l’objet d’une inscription au titre des monuments historiques depuis le 3 juin 1975.